# Broertjes (serie)
Broertjes is een jeugdserie van de VPRO waarin de broers Frank (1947) en René Groothof (1949) belevenissen uit hun eigen jeugd naspelen. De serie is gebaseerd op de theatervoorstellingen die de broers gaven en werd voor het eerst uitgezonden in 1988.

## Over
Frank en René zijn twee broertjes die avonturen met elkaar beleven op hun slaapkamer. Ze proberen goed met elkaar om te gaan, maar dat lukt niet altijd. Hun vader, gespeeld door Marnix Kappers, probeert de jongens af en toe in het gareel te houden.

## Reünie
- Speciaal voor het televisieprogramma Kijkbuiskinderen werden Frank en René Groothof met Marnix Kappers herenigd om Broertjes 2.0 te spelen.

## Afleveringen

### Seizoen 1 (1988)
| Aflevering | Titel                   | Uitzenddatum     |
| ---------- | ----------------------- | ---------------- |
| 1          | Het appeltje            | 2 oktober 1988   |
| 2          | Ha-man                  | 9 oktober 1988   |
| 3          | Vieze Velle             | 16 oktober 1988  |
| 4          | De storm                | 23 oktober 1988  |
| 5          | Papa’s verjaardag       | 30 oktober 1988  |
| 6          | De verrassing           | 6 november 1988  |
| 7          | Het monster Zarachustra | 13 november 1988 |
| 8          | De heks Citronella      | 20 november 1988 |
| 9          | Logeren                 | 27 november 1988 |
| 10         | Het moeras              | 4 december 1988  |